# جورج فيهير
جورج فيهير (بالإنجليزية: George Feher)‏‏ (29 مايو 1924 – 4 ديسمبر 2017) هو عالم في مجال الفيزياء الحيوية، وأستاذ جامعي من الولايات المتحدة الأمريكية. ولد في براتيسلافا
وهو عضواً في الأكاديمية الوطنية للعلوم، والأكاديمية الأمريكية للفنون والعلوم.

## التعليم
تعلم في جامعة كاليفورنيا، بركلي

## مناصب وهيئات
أدار جامعة كاليفورنيا (سان دييغو)، وجامعة كولومبيا.

## جوائز
حصل على جوائز منها:
- جائزة وولف في الكيمياء (2006)
- جائزة رامفورد (1992)
- جائزة أوليفر ألسويرث باكلي للمواد المكثفة (1976).